# Classe média alta

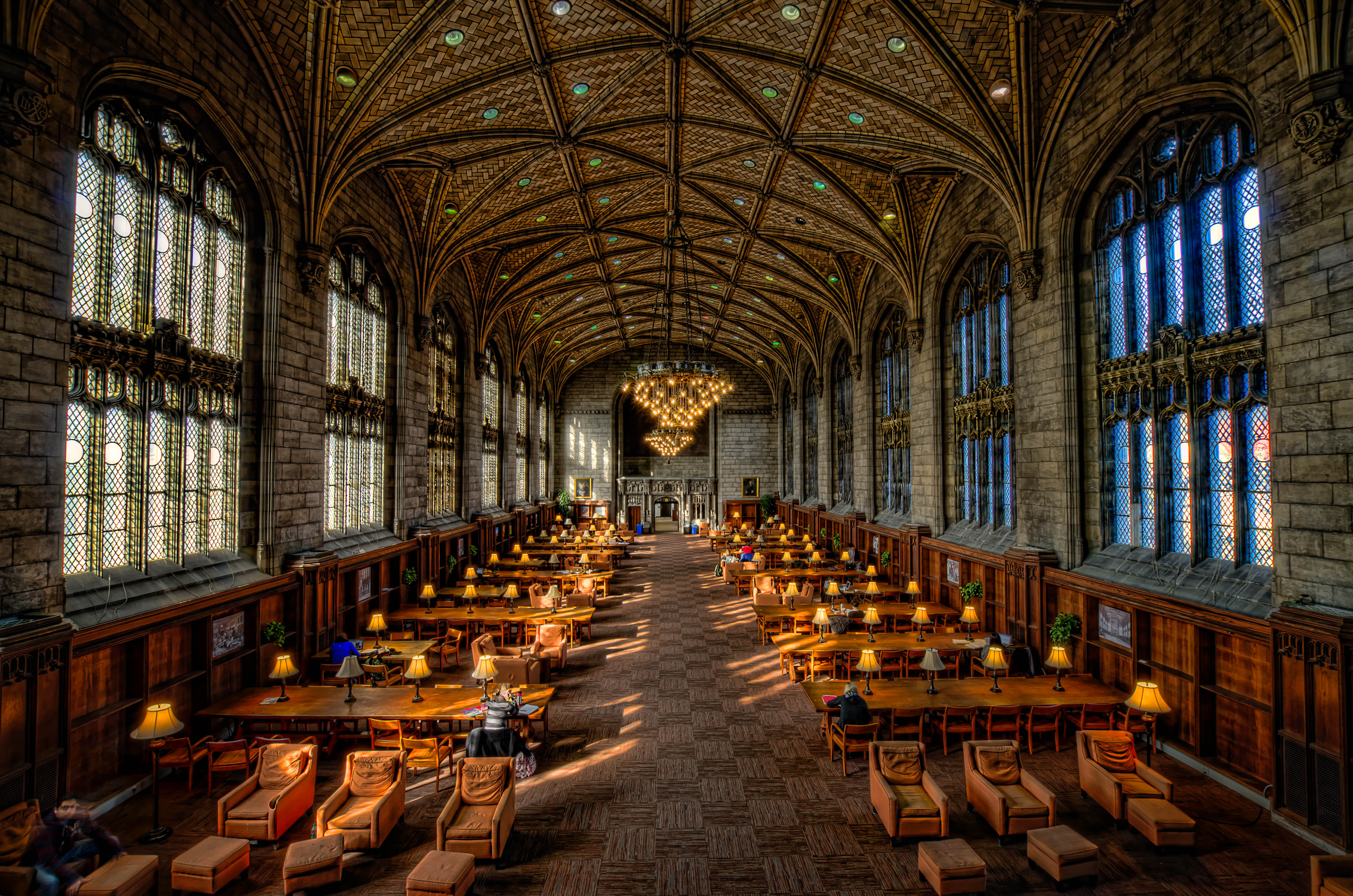
O ensino superior é uma das características mais distintivas da classe média alta

Na sociologia, a classe média alta é o grupo social constituído por membros de status mais elevado da classe média. Isso contrasta com o termo classe média baixa, que é usado para o grupo na extremidade oposta do estrato de classe média, e com o termo mais amplo classe média. Há um debate considerável sobre como a classe média alta pode ser definida. Segundo o sociólogo Max Weber, a classe média alta é formada por profissionais bem formados, com pós-graduação e renda confortável.
A classe média alta americana é definida de forma semelhante usando renda, educação e ocupação como indicadores predominantes. Nos Estados Unidos, a classe média alta é definida como composta principalmente por profissionais de colarinho-branco que não apenas têm renda pessoal acima da média e graus de educação avançados, mas também um maior grau de autonomia em seu trabalho. As principais tarefas ocupacionais dos indivíduos de classe média alta tendem a se concentrar na conceituação, consultoria e instrução.